# ATP Lussemburgo 1984
L'ATP Lussemburgo 1984 è stato un torneo di tennis giocato sul sintetico indoor. È stata la 1ª edizione del torneo, che fa parte del Volvo Grand Prix 1984. Si è giocato a Lussemburgo dal 9 al 15 aprile 1984.

## Campioni

### Singolare maschile
Ivan Lendl ha battuto in finale  Tomáš Šmíd con il punteggio di 6–4, 6–4

### Doppio maschile
Anders Järryd /  Tomáš Šmíd hanno battuto in finale  Mark Edmondson /  Sherwood Stewart con il punteggio di 6–3, 7–5